# E (에픽하이의 음반)
[e]는 에픽하이의 정규 6집 음반이다. 정규 4집인 Remapping the Human Soul에 이어 두 번째 2CD 음반이며 15곡씩 [e]motion, [e]nergy로 나뉘어 총 30트랙과 미니북 구성으로 2009년 9월 16일에 발매했다. 음반 제목인 [e]의 의미는 “Everything, Everywhere, Everyone” (모든 것, 모든 곳, 모든 이)을 담고 있다.

## 배경

### 작업 및 발매
2009년 7월 22일, 플래닛 쉬버와 Remixing the Human Soul을 발매한 후, 타블로는 개인 블로그를 통해서 7월 27일, 또 다른 음반을 작업 중이라는 사실을 알렸다.
8월 14일, 19일에는 음반 막바지 작업 중이라고 글을 올렸고 사이트 개편 후인 8월 22일에는 9월에 발매된다는 걸 알리며 "이전에 발매한 魂 : Map the Soul과 리믹스 음반인 Remixing the Human Soul은 이 음반을 위한 연습이었다"고 밝혔다.
8월 24일에는 "음반에서 발성과 플로우, 가사 스타일도 다양하게 시도했다"고 밝혔고 투컷은 미투데이 블로그인 MapNOW를 통해 첫 믹스 작업을 시작했다며 작업 사진을 올렸다. 25일에는 플래닛 쉬버의 멤버인 필터 또한 자신의 블로그를 통해서 플래닛 쉬버가 [e] 음반에 참여함을 밝혔다. 26일에는 미쓰라 진이 MapNOW에 리스트를 찍어 올렸고 이에 타블로는 댓글을 통해서 [e] 음반의 트랙리스트라고 밝혔다. 27일에는 타블로가 자신의 블로그를 통해서 다음 음반의 제목은 [e]이며, 2CD 구성에 총 30 트랙이 수록된다며 이후 추가 정보는 조금씩 알리겠다고 밝혔다.
8월 30일에는 미쓰라 진이 블로그를 통해 정규 음반의 믹스 작업이 절반 정도 끝났다고 올렸고 9월 1일 맵더소울 뉴스를 통해 "2CD 구성에 30 트랙이 수록되며 2009년 9월 16일에 발매된다"고 알렸다. 이어 음반 발매 10일을 앞둔 9월 6일부터 타이틀곡의 뮤직비디오 촬영에 들어갔다. 발매 7일 전인 9월 9일, 《괴물》, 《클로버필드》를 패러디한 57초 분량의 [e] 티저 영상이 공개되었다. 이어 DJ 투컷이 MapNOW를 통해 음반의 막바지 작업인 마스터링 작업 중임을 알렸다.
9월 10일, 자신들의 사이트인 맵더소울을 통해 박지윤, MYK, Dok2, 양동근 등이 참여한 [e] 음반의 트랙리스트를 공개했다. 구성에 대해 2CD 구성에 74 페이지 분량의 미니북이 포함된다고 알렸다. 당일 밤에 DJ 투컷은 다일레이티드 피플스의 멤버인 라카의 피쳐링 참여에 대해, 미쓰라 진은 자신의 블로그를 통해 음반의 마스터링 작업이 끝났다고 글을 작성했다. 9월 11일에는 맵더소울닷컴을 통해 음반에 대한 자세한 정보와 예약 주문을 받기 시작했다. 9월 12일에는 음반의 커버 아트를 공개했다.
음반 발매를 이틀 앞둔 9월 14일에는 대폭적으로 음반에 관해 업데이트를 했다. 타블로는 미투데이를 통해 음반에 관련되어 9월 19일에 열리는 EPIK HIGH [e] PARADE 2009의 표를 제공하는 이벤트를 했으며 블로그를 통해서는 이미 완성된 음반의 모습과 온·오프라인과 아이튠즈를 통해 전국 및 전 세계 발매된다고 글을 올렸고 MapTV를 통해서는 음반과 뮤직비디오 등 6집에 관련된 인터뷰와 음반에 수록된 전곡을 들을 수 있는 티저 영상을 공개하였다.

### 활동
9월 16일, 정규 6집인 [e] 음반을 발매 후, 에픽하이는 압구정 CGV극장에서 쇼케이스를 가졌다. 이어 타이틀 곡이자 쟈니브로스 제작, 영화 《괴물》을 패러디한 〈따라해 (Wannabe)〉의 티저 영상이 공개되었다. 9월 17일, MBC 《음악여행 라라라》, M.net 《엠카운트다운》을 시작으로 《꿈꾸는 라디오 윤건입니다》에 출연하는 등 활발한 활동 을 하였다. 9월 18일 타이틀곡 〈따라해 (Wannabe)〉의 뮤직비디오 에피소드 1편이 공개되었다. 9월 19일, 올림픽공원 올림픽홀에서 열린 플래닛 쉬버, MYK 등과 함께 6집 발매 기념 콘서트인 EPIK HIGH [e]-PARADE 2009를 성황리에 마쳤다. 9월 25일, 미국 아이튠즈 힙합 순위 탑 100에 기록되었다.
2009년 10월 7일, DJ 투컷이 자신의 블로그를 통해 10월 13일에 결혼식을 치르고 10월 15일 현역 입대를 한다고 밝혔다. 10월 8일, 에픽하이는 DJ 투컷의 입대로 인해 10월 10일 《쇼! 음악중심》을 마지막으로 6집 활동을 마감한다고 밝혔다. 이후 10일에 사전녹화된 마지막 방송이 10월 17일에 방송됨으로써 6집 방송 활동을 마쳤다. 이는 여태 에픽하이가 발매한 음반 활동 기간 중 가장 짧은 기간으로 기록되었다.
2009년 10월 15일, 〈따라해 (Wannabe)〉 뮤직비디오에 이은 파트 2인 〈트로트〉 + "High Technology"의 뮤직비디오가 공개되었고 10월 30일, 네이트의 시맨틱 검색 테마곡인 〈Search〉를 공개하고, 싸이월드의 BGM으로 무료 배포하였다. 이후 2009년 11월, 음반 내에 수록된 "Still Here", "Supreme 100", 〈말로맨〉, "Rocksteady", "Rocksteady (Korean Ver.)", 〈흉〉 등이 욕설, 마약 및 선정성으로 인해 청소년보호위원회로부터 청소년 유해매체로 지정되었다.
12월 7일, 영화 《용서는 없다》에 [e]에 수록된 "Slow Motion"이 영화와 함께 뮤직비디오로 제작되었으며 같은 음반에 수록된 "Heaven", "Owls. Shadows. Tears."가 수록곡으로 삽입된다고 알렸다.
12월 10일, 골든디스크 힙합 부분을 수상하였고 이 날 무대에서 "High Technology"와 〈따라해 (Wannabe)〉를 불렀다.

## 수록곡
| #             | 제목                                       | 작사                       | 작곡           | 편곡           | 재생 시간 |
| ------------- | ------------------------------------------ | -------------------------- | -------------- | -------------- | --------- |
| 1.            | 〈Oceans. Sand. Trees.〉                   |                            | 타블로         |                | 2:12      |
| 2.            | 〈Slow Motion〉                            | 타블로, 미쓰라 진          | 타블로         |                | 4:56      |
| 3.            | 〈선물〉 (Feat. 박지윤)                    | 타블로, 미쓰라 진          | DJ 투컷        | 장재원, 강다혜 | 3:45      |
| 4.            | 〈No More Christmas〉                      | 타블로, 미쓰라 진          | 타블로         |                | 4:13      |
| 5.            | 〈Maze〉 (Feat. MYK, 덤파운데드)           | 타블로, MYK, 덤파운데드    | DJ 투컷        |                | 4:32      |
| 6.            | 〈통기타〉 (Skit)                          | 타블로, 미쓰라 진, DJ 투컷 | DJ 투컷        |                | 2:11      |
| 7.            | 〈트로트〉                                 | 타블로, 미쓰라 진, DJ 투컷 | DJ 투컷        |                | 4:47      |
| 8.            | 〈Emologue〉                               | 타블로                     | 타블로         |                | 1:04      |
| 9.            | 〈Excuses〉 (Feat. MYK)                    | 타블로, MYK                | 타블로         |                | 4:00      |
| 10.           | 〈Moonwalker〉                             | 타블로, 미쓰라 진          | DJ 투컷        |                | 4:28      |
| 11.           | 〈Breathe <Mithra's Word>〉 (Feat. 한희정) | 미쓰라 진                  | 타블로         |                | 4:58      |
| 12.           | 〈Happy Birthday To Me〉 (Feat. 하동균)    | 타블로, 미쓰라 진          | 타블로         |                | 2:54      |
| 13.           | 〈Heaven〉 (Feat. MYK)                     | 타블로, 미쓰라 진, MYK     | 미쓰라 진, MYK |                | 3:29      |
| 14.           | 〈Owls. Shadows. Tears.〉                  |                            | DJ 투컷        |                | 1:25      |
| 15.           | 〈Slow [e] Motion〉 (Bonus Track)          | 타블로, 미쓰라 진          | 타블로         | 장재원         | 5:17      |
| 총 재생 시간: | 총 재생 시간:                              | 총 재생 시간:              | 총 재생 시간:  | 총 재생 시간:  | 54:59     |

| #             | 제목                                                                         | 작사                         | 작곡                | 편곡                   | 재생 시간 |
| ------------- | ---------------------------------------------------------------------------- | ---------------------------- | ------------------- | ---------------------- | --------- |
| 1.            | 〈Orchestras. Spotlights. Turntables.〉 (Feat. MYK)                          |                              | 타블로              |                        | 1:43      |
| 2.            | 〈Still Here〉 (Feat. Dok2)                                                  | 타블로, 미쓰라 진, Dok2      | Dok2                |                        | 3:56      |
| 3.            | 〈Sensitive Thug〉 (Skit)                                                    | 타블로, 미쓰라 진            | DJ 투컷             |                        | 2:01      |
| 4.            | 〈따라해 (Wannabe)〉 (Feat. Mellow)                                          | 타블로, 미쓰라 진            | 타블로              | 장재원, 김재황, 강다혜 | 3:21      |
| 5.            | 〈Rocksteady〉 (Feat. Kero One, Dumbfoundead, MYK, Rakaa of Dilated Peoples) |                              | DJ 투컷             |                        | 4:47      |
| 6.            | 〈Madonna〉 (Feat. Mellow)                                                   |                              | 타블로              |                        | 4:11      |
| 7.            | 〈말로맨〉                                                                   |                              | 타블로              |                        | 3:58      |
| 8.            | 〈Shopaholic〉                                                               |                              | 타블로              |                        | 3:51      |
| 9.            | 〈Supreme 100〉                                                              |                              | 타블로              |                        | 4:56      |
| 10.           | 〈High Technology〉                                                          |                              | DJ 투컷             |                        | 3:31      |
| 11.           | 〈Rocksteady [Korean Version]〉 (Feat. Paloalto, Dok2, Beatbox DG, Beenzino) |                              | DJ 투컷             |                        | 4:47      |
| 12.           | 〈High Skool Dropout〉 (반항하지 마)                                         |                              | 플래닛 쉬버, Yankie |                        | 3:28      |
| 13.           | 〈흉〉 (Feat. MYK, Dok2, YDG)                                                | 타블로, 미쓰라 진, YDG, Dok2 | MYK                 |                        | 4:24      |
| 14.           | 〈Lesson 4〉 (Tablo's Word)                                                  |                              | 타블로              |                        | 4:19      |
| 15.           | 〈Organs. Screams. Televisions.〉                                            |                              | DJ 투컷             |                        | 1:22      |
| 총 재생 시간: | 총 재생 시간:                                                                | 총 재생 시간:                | 총 재생 시간:       | 총 재생 시간:          | 54:35     |

### 미니북
총 74페이지의 분량으로 전 곡의 가사를 실은 가사집, 여태 보여주지 못한 독특한 인터뷰, 에픽하이 멤버들의 인간적인 고민, 추억 그리고 경험담과 직접 찍은 사진과 글들이 수록되어 있다. 또한 [e]tude 라는 부록을 실어 그에 관련된 이벤트를 열었다.
- 가사집
- Tablo's [e] Notes
- [e]nterview
- [e]tude

## [e]ternity
[e]ternity는 6집의 한정반으로 랜덤 방식으로 100장 한정 발매되었다. [e] 앨범 발표후 한정판 존재 유무가 맵더소울의 ONE 게시판에서 많이 논의 되었으나 2009년 10월 27일, 한정반이 존재함이 드러났다. [e]ternity는 기존에 냈던 한정반과 일반반과는 달리 히든 트랙과 에픽하이의 친필 사인이 없으나, 한정판 인증서에 맵더소울의 도장이 찍혀있으며 일반반의 CD 배경색인 흰색과 분홍과는 다르게 반대로 대칭되어 있다.

## 공연

### [e] PARADE

[e]-PARADE에서의 에픽하이

EPIK HIGH [e]-PARADE 2009는 2009년 9월 19일, 올림픽공원 올림픽홀에서 6집 기념으로 MYK, 플래닛 쉬버 등과 함께 열린 콘서트이다.

#### 배경
발매 3일 후인 2009년 9월 19일, 올림픽공원 올림픽홀에서 MYK, 플래닛 쉬버와 함께 6집 발매 기념 EPIK HIGH [e]-PARADE 2009라는 이름의 콘서트를 가진다고 사이트를 통해서 알렸다. 이어 사이트 개편 후, MapTV를 통해 콘서트 홍보영상을 올렸다. 9월 8일, 오는 19일의 공연에 대해 "국내 최대의 클럽 파티 씬으로 만들겠다"고 밝혔다. 또 4DJ 형식으로 DJ 투컷과 플래닛 쉬버가 함께 선다고 밝혔다. 이어 콘서트를 4일 앞둔 9월 15일, 타블로는 블로그를 통해 게스트로 타이거 JK가 선다고 밝혔다. 공연 당일, Dok2와 MYK의 오프닝 무대와 에픽하이의 1부, 이어 게스트 스테이지에 다이나믹 듀오, 드렁큰타이거가 공연한 후, 다시 에픽하이의 2부 공연 형식으로 진행되었다.

#### 참여 아티스트[24]
- 에픽하이
- 플래닛 쉬버
- MYK
- Dok2
- 다이나믹 듀오
- 드렁큰타이거 - 타이거 JK, 팔로알토, 비지

### R-16 힙합 콘서트
9월 27일, 드렁큰타이거, 덤파운데드, 라카 등과 함께 2009 인천세계도시축전 일환으로 열린 R-16 콘서트에도 참여하였다.

### Hear the Sound
10월 7일, 드렁큰타이거, 윤미래, 클래지콰이 등과 함께 올림픽공원 올림픽홀에서 열린 자선 콘서트인 Hear the Sound 콘서트에 참여하였다. DJ 투컷이 군입대를 앞두고 마지막 공연이었으며 마지막 순서로 등장해 〈따라해 (Wannabe)〉, "High Technology", "Fly"를 선보였다.

### Last Christmas

2009년 12월 24일, 고려대에서의 에픽하이

12월 24일, 고려대학교 화정체육관에서 맵더소울 소속 아티스트들과 함께 Last Christmas 크리스마스 공연을 가졌다. 이 공연은 군입대한 DJ 투컷없이 치른 첫 콘서트이자 마지막 콘서트로, 이 공연을 기준으로 계속 가져왔던 크리스마스 기념 콘서트를 3년 동안 중지한다고 알려왔다. 1월 5일, 유튜브와 맵더소울의 MapTV를 통해 콘서트의 영상을 게시하였다.

### 셋리스트
아래는 2009년 12월 24일 고려대학교 화정체육관에서 열린 에픽하이 Last Christmas의 셋리스트이다.
| 1. Intro (영상 + Oceans. Sands. Trees.) 2. 고요한 밤 3. 평화의 날 4. Yesterday + I Remember 5. 따라해 (Wannabe) 6. High Technology 7. Map the Soul 8. Top Gun 9. The Future 10. Heaven 11. MYK 무대 1. 영상 (DJ 투컷 솔로 무대) 2. 잊지 말아요 (아이리스 주제곡, 미쓰라 진 솔로) 3. I will always love you (휘트니 휴스턴 커버, 타블로 솔로) 4. 그땐 그랬지 (카니발 커버) 5. 도끼 무대 | 1. 1분 1초 2. 혼자라도 3. 트로트 4. 커플 이벤트 5. Love Love Love 6. No More Christmas 7. Fallin’ 8. One 9. Fan 10. Fly 1. It's Me (Map the Soul Version) 2. Last Christmas (Wham! 커버) 3. 사진첩 |